# Janis Blaswich
Janis Jonathan Blaswich (Willich, 2 de maio de 1991) é um futebolista alemão que atua como goleiro. Atualmente joga pelo Bayer Leverkusen.

## Carreira
Formado nas categorias de base do VfR Mehrhoog, Blaswich foi para o Borussia Mönchengladbach em 2006 e fez sua estreia pelo time B dos Potros em junho de 2009, contra os reservas do Bayer Leverkusen, em partida válida pela Regionalliga Oeste, além de seguir defendendo os juniores. Foi integrado em definitivo ao Borussia Mönchengladbach II para a temporada 2010–11, assinando seu primeiro contrato profissional em outubro de 2011.
Sem espaço no time principal, o goleiro foi emprestado ao Dynamo Dresden para a temporada 2015–16, atuando em 30 jogos. Reintegrado ao elenco do Mönchengladbach como quarta opção ao gol dos Potros, não foi utilizado em nenhuma partida, sendo novamente emprestado um ano depois, desta vez para o Hansa Rostock, tendo disputado 38 jogos (34 pela 3. Liga e 4 pela Copa da Alemanha).
Dispensado pelo Mönchengladbach, assinou com o Heracles Almelo, assumindo a vaga deixada pelo belga Bram Castro. Pelos Heraclieden, atuou em 110 partidas (107 deles pela Eredivisie), além de ter dado uma assistência.
Em fevereiro de 2022, Blaswich assinou com o RB Leipzig, mas permaneceria no Heracles até o final da temporada. Inicialmente reserva de Péter Gulácsi, assumiu a titularidade após o húngaro sofrer uma ruptura do ligamento cruzado anterior na partida contra o Celtic, pela Liga dos Campeões da UEFA. Desde então, não foi utilizado nos jogos contra Bayer Leverkusen e Schalke 04, sendo substituído em ambos pelo terceiro goleiro Ørjan Nyland, "promovido" a reserva imediato de Blaswich após a lesão de Gulácsi.

## Títulos
RB Leipzig
- Copa da Alemanha: 2022–23[6]
- Supercopa da Alemanha: 2023[7]